# Erica coarctata
Erica coarctata är en ljungväxtart som beskrevs av Wendl. Erica coarctata ingår i släktet klockljungssläktet, och familjen ljungväxter. Utöver nominatformen finns också underarten E. c. longipes.